# فهرست آثار ملی شهرستان بشرویه
شهرستان بشرویه به مرکزیت شهر بشرویه، از شهرستان‌های استان خراسان جنوبی می‌باشد. این شهرستان تا آبان ۱۳۸۷، یکی از بخش‌های شهرستان فردوس بود که در این سال به شهرستان ارتقاء پیدا کرد.

## آثار ثبت‌شده
| ردیف | نام اثر                                        | نگاره | دیرینگی                        | موقعیت                                                                                              | شمارهٔ ثبت | تاریخ ثبت  | منبع  |
| ---- | ---------------------------------------------- | ----- | ------------------------------ | --------------------------------------------------------------------------------------------------- | --------- | ---------- | ----- |
| ۱    | حسینیه حاجی علی اشرف                           |       | افشاریه                        | میانده بشرویه مسجد جامع بنائی                                                                       | ۲۶۱۰      | ۱۳۷۸/۱۲/۲۵ | [ ۲ ] |
| ۲    | پل‌های آب بر سر پل بشرویه                       |       | ساسانی ـ اسلجوقیان ـ ایلخانیان | بخش مرکزی                                                                                           | ۲۷۷۶      | ۱۳۷۹/۰۵/۱۹ |       |
| ۳    | مسجد میانده                                    |       | صفویه                          | استان خراسان، شهرستان بشرویه، بافت قدیمی شهر بشرویه در محله میانده                                  | ۵۹۰۸      | ۱۳۸۱/۰۵/۰۸ |       |
| ۴    | تپه و محوطه کرند                               |       | هزاره دو و یک ق‌م               | شهرستان بشرویه، بخش مرکزی، ۴۰۰ متری جنوب غربی روستای کرند                                           | ۷۴۸۷      | ۱۳۸۱/۱۱/۱۲ |       |
| ۵    | بافت تاریخی و فرهنگی بشرویه                    |       | صفویه تا قاجاریه               | شهرستان بشرویه، بافت تاریخی شهر بشرویه                                                              | ۷۸۳۶      | ۱۳۸۱/۱۲/۱۷ |       |
| ۶    | حسینیه معیل                                    |       | قاجاریه                        | شهرستان بشرویه، میدان ۱۷ شهریور، خبابان شیرازی شرقی پشت کوچه عباسیه                                 | ۱۱۶۶۴     | ۱۳۸۳/۱۲/۲۴ |       |
| ۷    | حمام فاضلخان (۱)                               |       | صفویه                          | شهرستان بشرویه، خیابان ملاعبدالله تونی بشروی، جنب کتابخانه ارشاد                                    | ۱۱۶۶۵     | ۱۳۸۳/۱۲/۲۴ |       |
| ۸    | حمام فاضلخان (۲)                               |       | صفویه                          | شهرستان بشرویه، خیابان ملا عبدالله تونی، کوچه ملاعبدالله تونی ۴                                     | ۱۱۶۶۶     | ۱۳۸۳/۱۲/۲۴ |       |
| ۹    | مدرسه علمیه میانده                             |       | زندیه                          | شهرستان بشرویه، خیابان حسینیه، محله میانده                                                          | ۱۱۶۶۷     | ۱۳۸۳/۱۲/۲۴ |       |
| ۱۰   | آب‌انبار میانده                                 |       | صفویه                          | شهرستان بشرویه، خیابان حسینیه، مقابل مسجد جامع قدیم                                                 | ۱۱۶۶۸     | ۱۳۸۳/۱۲/۲۴ |       |
| ۱۱   | مسجد جامع رقه                                  |       | قرن ۶ و ۷ ق                    | خراسان جنوبی، شهرستان بشرویه، بخش ارسک، ۱۸ک. م جنوب غربی بشرویه، ۱۰۰م شمال شرقی روستای رقه          | ۱۱۹۰۳     | ۱۳۸۴/۰۴/۰۵ |       |
| ۱۲   | خانه و ساباط مستوفی                            |       | قاجاریه                        | خراسان جنوبی، شهرستان بشرویه، شهربشرویه، خیابان ملا عبدالله تونی بشرویه، کوچه مستوفی                | ۱۱۹۲۰     | ۱۳۸۴/۰۴/۰۵ |       |
| ۱۳   | خانه عطائی                                     |       | اواسط قاجاریه                  | شهر بشرویه، خ ملا عبداتونی ۵، خ تونی بشوری، کوچه کنار مدرسه علمیه، فرعی دوم، سمت راست               | ۱۵۲۴۹     | ۱۳۸۴/۱۲/۲۴ |       |
| ۱۴   | منزل خزائی                                     |       | قاجاریه                        | شهربشرویه، محله میانده، ک شهید تونی بشروی ۵، ک کنار مدرسه علمیه، فرعی دوم، سمت راست                 | ۱۵۲۵۷     | ۱۳۸۴/۱۲/۲۴ |       |
| ۱۵   | خانه سلطانی                                    |       | پهلوی                          | شهربشرویه، خ ملا عبدالله تونی بشروی، نبش خ تونی بشروی ۱۰                                            | ۱۵۲۵۸     | ۱۳۸۴/۱۲/۲۴ |       |
| ۱۶   | منزل فانی                                      |       | صفویه                          | شهربشرویه، خ تونی بشرویه۵، انتهای ک جنب حسینیه بی بی اشرف، سمت چپ                                   | ۱۵۲۵۹     | ۱۳۸۴/۱۲/۲۴ |       |
| ۱۷   | آب‌انبار عبد الصمد                              |       | قاجاریه                        | شهر بشرویه، میدان اصلی شهر (میدان امام خمینی)، داخل محوطه وسط میدان، آب انبار ملا عبدالصمد          | ۱۵۲۶۱     | ۱۳۸۴/۱۲/۲۴ |       |
| ۱۸   | مسجد جامع ارسک                                 |       | صفویه                          | شهرستان بشرویه، بخش ارسک، خ امام خمینی، نبش ک شهید محمد شهریاری                                     | ۱۵۲۶۹     | ۱۳۸۴/۱۲/۲۴ |       |
| ۱۹   | خانه اکبری                                     |       | قاجاریه                        | شهربشرویه، خ شیرازی غربی، ک ملا سعدی، فرعی اول، سمت چپ                                              | ۱۵۲۷۰     | ۱۳۸۴/۱۲/۲۴ |       |
| ۲۰   | مهد امیدهای فرهنگیان                           |       | اواخر قاجاریه                  | شهر بشرویه (مرکز بخش مرکزی)، خ ملا عبدالله تونی بشروی ۹                                             | ۱۵۸۷۶     | ۱۳۸۵/۰۵/۲۴ |       |
| ۲۱   | خانه مقیمیان                                   |       | قاجاریه                        | شهر بشرویه، خ ملا عبدالله تونی بشروی، ملا عبدالله تونی بشروی ۹، سمت راست جنب منزل قدیمی مستوفی      | ۱۶۱۷۹     | ۱۳۸۵/۰۶/۲۰ |       |
| ۲۲   | خانه حاج ملا محمد تقی                          |       | اواخر صفویه                    | شهر بشرویه، محله میانده، کوچه جنب حوزه علمیه میانده، اولین فرعی سمت راست                            | ۱۶۳۴۸     | ۱۳۸۵/۰۸/۲۴ |       |
| ۲۳   | منزل ملا عبدالله تونی بشروی (منزل اسدی)        |       | صفویه                          | شهر بشرویه، محله میانده، کوچه بن‌بست روبه روی آب انبار میانده و جنب حسینیه حاج علی اشرف، انتهای کوچه | ۱۶۳۴۹     | ۱۳۸۵/۰۸/۲۴ |       |
| ۲۴   | خانه استاد بدیع الزمان فروزانفر (خانه سماواتی) |       | قاجاریه                        | شهر بشرویه، خ امام خمینی (ره) شمالی، خ صاحب الزمان، کوچه مسلم، پلاک ۳                               | ۱۶۳۵۰     | ۱۳۸۵/۰۸/۲۴ |       |
| ۲۵   | منزل آقای امیر احمدی                           |       | پهلوی اول                      | شهر بشرویه، خ ملا عبدالله تونی بشروی، کوچه ملا عبدالله تونی بشروی ۱۲، نبش سه راهی دوم سمت چپ، پ ۱   | ۱۶۳۵۱     | ۱۳۸۵/۰۸/۲۴ |       |
| ۲۶   | کاروان‌سرای اصفاک                               |       | قاجاریه                        | شهرستان بشرویه، بخش مرکزی، دهستان علی جمال، روستای اصفاک                                            | ۱۶۴۷۵     | ۱۳۸۵/۰۸/۲۷ |       |
| ۲۷   | خانه جعفری                                     |       | قاجاریه                        | شهر بشرویه، محله میانده، خ حاج علی اشرف، نرسیده به مسجد میانده، آخرین بن‌بست، سمت چپ                 | ۱۶۶۵۹     | ۱۳۸۵/۱۰/۰۳ |       |
| ۲۸   | منزل آقای خاوری                                |       | قاجاریه                        | شهرستان بشرویه، بخش مرکزی، شهر بشرویه، خ ملا عبدالله تونی بشرویی                                    | ۱۷۰۴۸     | ۱۳۸۵/۱۱/۰۸ |       |
| ۲۹   | خانه آقای شیبانی                               |       | قاجاریه                        | شهر بشرویه، خیابان ملا عبدالله تونی بشروی ۱۰، انتهای کوچه، سمت چپ                                   | ۱۷۴۳۱     | ۱۳۸۵/۱۲/۰۶ |       |
| ۳۰   | قلعه هوگند                                     |       | قاجاریه                        | شهرستان بشرویه، بخش ارسک، دهستان رقه، روستای هوگند، میان روستا، قلعه هوگند                          | ۱۷۴۳۶     | ۱۳۸۵/۱۲/۰۶ |       |
| ۳۱   | آب‌انبار اصفاک                                  |       | قاجاریه                        | شهرستان بشرویه، بخش مرکزی، دهستان علی جمال، روستای اصفاک                                            | ۱۹۱۹۸     | ۱۳۸۶/۰۳/۰۳ |       |
| ۳۲   | آب‌انبار فاضل خان                               |       | قاجاریه                        | شهرستان بشرویه، بخش مرکزی، شهر بشرویه، خ ملا عبدالله تونی، جنب حمام فاضل خان                        | ۲۰۴۸۳     | ۱۳۸۶/۱۰/۱۲ |       |
| ۳۳   | آسیاب دهنه                                     |       | قاجاریه                        | شهرستان بشرویه، بخش ارسک، دهستان رقه، شمال غربی روستای رقه                                          | ۲۰۴۸۴     | ۱۳۸۶/۱۰/۱۲ |       |
| ۳۴   | آسیاب میرزا                                    |       | قاجاریه                        | شهرستان بشرویه، بخش مرکزی، ۱۰ کیلومتری جنوب غربی شهر بشرویه، آسیاب میرزا                            | ۲۰۴۸۷     | ۱۳۸۶/۱۰/۱۲ |       |
| ۳۵   | کاروان‌سرای نیگنان                              |       | قاجاریه                        | شهرستان بشرویه، بخش مرکزی، دهستان علی جمال، روستای نیگنان                                           | ۲۰۵۶۳     | ۱۳۸۶/۱۰/۲۶ |       |
| ۳۶   | مسجد نیگنان                                    |       | قاجاریه                        | شهرستان بشرویه، بخش مرکزی، دهستان علی جمال، روستای نیگنان                                           | ۲۰۵۶۶     | ۱۳۸۶/۱۰/۲۶ |       |
| ۳۷   | کاروان‌سرای چارگنبد                             |       | قاجاری                         | شهرستان بشرویه، بخش ارسک، مسیر جاده فردوس به دیهوک، ۴۰ کیلومتری دو راهی بشرویه                      | ۲۰۵۶۷     | ۱۳۸۶/۱۰/۲۶ |       |
| ۳۸   | قلعه رقه                                       |       | قاجاریه                        | شهرستان بشرویه، بخش ارسک، دهستان رقه، روستای رقه                                                    | ۲۰۵۶۸     | ۱۳۸۶/۱۰/۲۶ |       |
| ۳۹   | قلعه عزیزآباد                                  |       | قاجاریه                        | شهرستان بشرویه، بخش ارسک، دهستان رقه، روستای عزیزآباد                                               | ۲۰۵۷۰     | ۱۳۸۶/۱۰/۲۶ |       |
| ۴۰   | آسیاب سنگی                                     |       | قاجاریه                        | شهرستان بشرویه، بخش مرکزی، ۳۰ کیلومتری جنوب غربی شهر بشرویه                                         | ۲۰۵۷۱     | ۱۳۸۶/۱۰/۲۶ |       |
| ۴۱   | پایاب نیگنان                                   |       | قاجاریه                        | شهرستان بشرویه، بخش مرکزی، دهستان علی جمال، روستای نیگنان                                           | ۲۰۵۷۳     | ۱۳۸۶/۱۰/۲۶ |       |
| ۴۲   | شاه‌نشین غنی‌آباد                                |       | قاجاریه                        | شهرستان بشرویه، بخش مرکزی، دهستان علی جمال، روستای غنی آباد                                         | ۲۰۵۷۴     | ۱۳۸۶/۱۰/۲۶ |       |
| ۴۳   | آسیاب سروش                                     |       | قاجاریه                        | شهرستان بشرویه، بخش مرکزی، ۱۰ کیلومتری جنوب غربی شهر بشرویه                                         | ۲۰۵۷۶     | ۱۳۸۶/۱۰/۲۶ |       |